# NS 900 (stoomlocomotief)
De serie NS 900 was een serie personentreinstoomlocomotieven van de Nederlandse Spoorwegen (NS) en diens voorganger Maatschappij tot Exploitatie van Staatsspoorwegen (SS).
Tussen 1872 en 1879 stelde de SS in totaal 50 door Beyer, Peacock and Company in Manchester gebouwde stoomlocomotieven in dienst voor het rijden van personentreinen. Dit waren voor de SS de eerste locomotieven met buitenliggende cilinders. De eerste 30 locomotieven hadden een gesloten kap, de laatste 20 hadden aanvankelijk geen zijwanden. Vanaf 1919 werden de 8,3 atmosfeerketels vervangen door nieuwe ketels met een grotere stoomspanning van 10 atmosfeer.
Bij de samenvoeging van het materieelpark van de HSM en de SS in 1921 kregen de locomotieven van deze serie de NS-nummers 901-950. Tevens werd de standplaats van de machinist, welke bij de SS links was, verplaatst naar rechts. Bij de NS werden de locomotieven steeds meer voor rangeerdiensten gebruikt, waarbij ze geschikt werden gemaakt om zowel vooruit als achteruit te kunnen worden ingezet. Hiervoor werden ze voorzien van een tenderkap en zandstrooiers voor het achteruitrijden. De locomotieven werden tussen 1929 en 1936 buiten dienst gesteld en vervolgens gesloopt. Er is geen exemplaar bewaard gebleven.

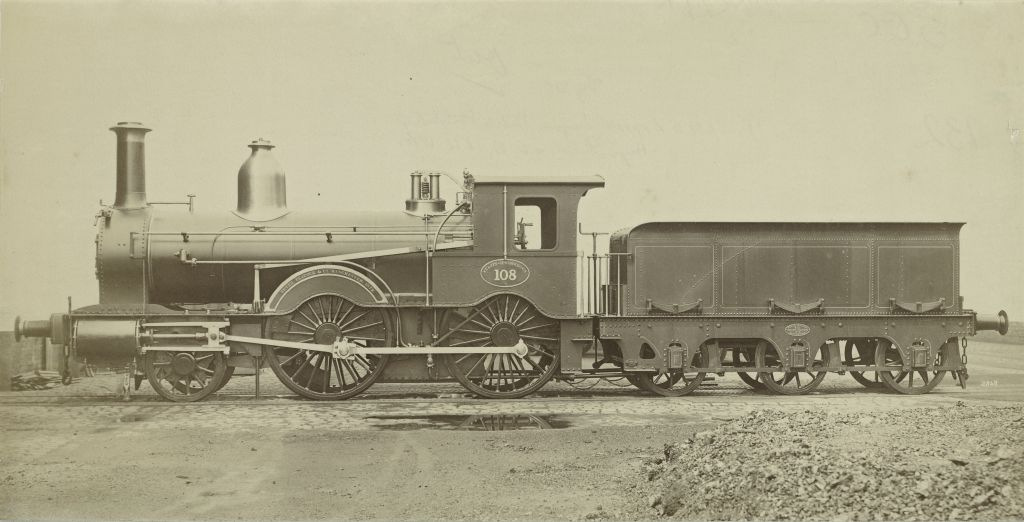
NS 908 (Ca. 1880)

| Fabrieksnummers | Bouwjaar | SS nummers | NS nummers | Afvoer    | Bijzonderheden |
| --------------- | -------- | ---------- | ---------- | --------- | -------------- |
| 1149-1158       | 1872     | 101-110    | 901-910    | 1931-1936 |                |
| 1275-1284       | 1873     | 111-120    | 911-920    | 1933-1936 |                |
| 1324-1333       | 1874     | 121-130    | 921-930    | 1930-1935 |                |
| 1653-1662       | 1877     | 131-140    | 931-940    | 1929-1936 |                |
| 1738-1745       | 1878     | 141-148    | 941-948    | 1930-1936 |                |
| 1866-1867       | 1879     | 149-150    | 949-950    | 1930      |                |